# Bruno Mégret
Bruno Mégret (ur. 4 kwietnia 1949 w Paryżu) – francuski polityk, były poseł i deputowany do Parlamentu Europejskiego, założyciel Narodowego Ruchu Republikańskiego.

## Życiorys
Absolwent École polytechnique i École nationale des ponts et chaussées. Studiował też na University of California, Berkeley. Pracował jako urzędnik państwowy, m.in. w Ministerstwie Zaopatrzenia.
Początkowo należał do gaullistowskiego Zgromadzenia na rzecz Republiki. W 1985 wstąpił do skrajnie prawicowego Frontu Narodowego Jean-Marie Le Pena. W latach 1986–1988 był posłem do Zgromadzenia Narodowego z departamentu Isère. W okresie 1989–1999 przed dwie kadencje sprawował mandat deputowanego do Parlamentu Europejskiego. Od 1992 do 2002 był radnym regionu Prowansja-Alpy-Lazurowe Wybrzeże.
Stał się wkrótce jednym z liderów Frontu Narodowego. Na potrzeby swojego ugrupowania utworzył Institut de formation nationale i Centre d'études et d'argumentaires, powołał magazyn „Identité” i wydawnictwo Editions Nationales. W 1998 odszedł z FN, powołując Front National-Mouvement National, przekształcony później w Narodowy Ruch Republikański. Nowa partia nie odnosiła sukcesów w wyborach europejskich i krajowych. W 2001 Bruno Mégret uzyskał mandat radnego Marsylii. Rok później wystartował w wyborach prezydenckich, uzyskując w pierwszej turze 2,3% głosów, udzielając następnie poparcia swojemu byłemu partyjnemu przełożonemu, Jean-Marie Le Penowi. Przywódcę FN wsparł także w wyborach w 2007.
W 2007 został prawomocnie skazany na karę 8 miesięcy pozbawienia wolności z warunkowym zawieszeniem jej wykonania i karę grzywny za nielegalne finansowanie swojej kampanii wyborczej w 2002 (wykorzystywanie funduszy miasta Vitrolles, zarządzanego wówczas przez jego żonę). W 2008 zrezygnował z kierowania partią, zapowiadając wycofanie się z działalności politycznej.
W późniejszych kampaniach prezydenckich wspierał kandydatury François Fillona (2017) czy Érica Zemmoura (2022).